# 2336 Xinjiang
2336 Xinjiang este un asteroid din centura principală, descoperit pe 26 noiembrie 1975.